# Jeder gegen Jeden
Jeder gegen Jeden war ein halbstündiges Wissensquiz des Senders Sat.1. Vorbild war die britische Quizsendung 15 to 1. Die Sendung lief von 1996 bis 2001. Moderator war zuerst Hans-Hermann Gockel, dann der wesentlich jüngere Ex-MTV-Moderator Holger Speckhahn.
Zwölf, ab 2000 nur noch zehn Kandidaten standen im Halbkreis; im Mittelpunkt befand sich der Moderator, der den Teilnehmern Fragen stellte. Jeder, der richtig geantwortet hatte, durfte sich einen Mitspieler aussuchen, der dann die nächste Frage beantworten musste. Bei einer falschen Antwort erlosch eines von drei Lämpchen am Pult des Kandidaten. Waren alle drei Lichter erloschen, schied der Teilnehmer aus. Die drei letzten verbliebenen Kandidaten mussten in einer zweiten Runde erneut gegeneinander antreten. 
Nachfolgeshow wurde die kurzlebige Sendung Quizfire.